# 메이페어

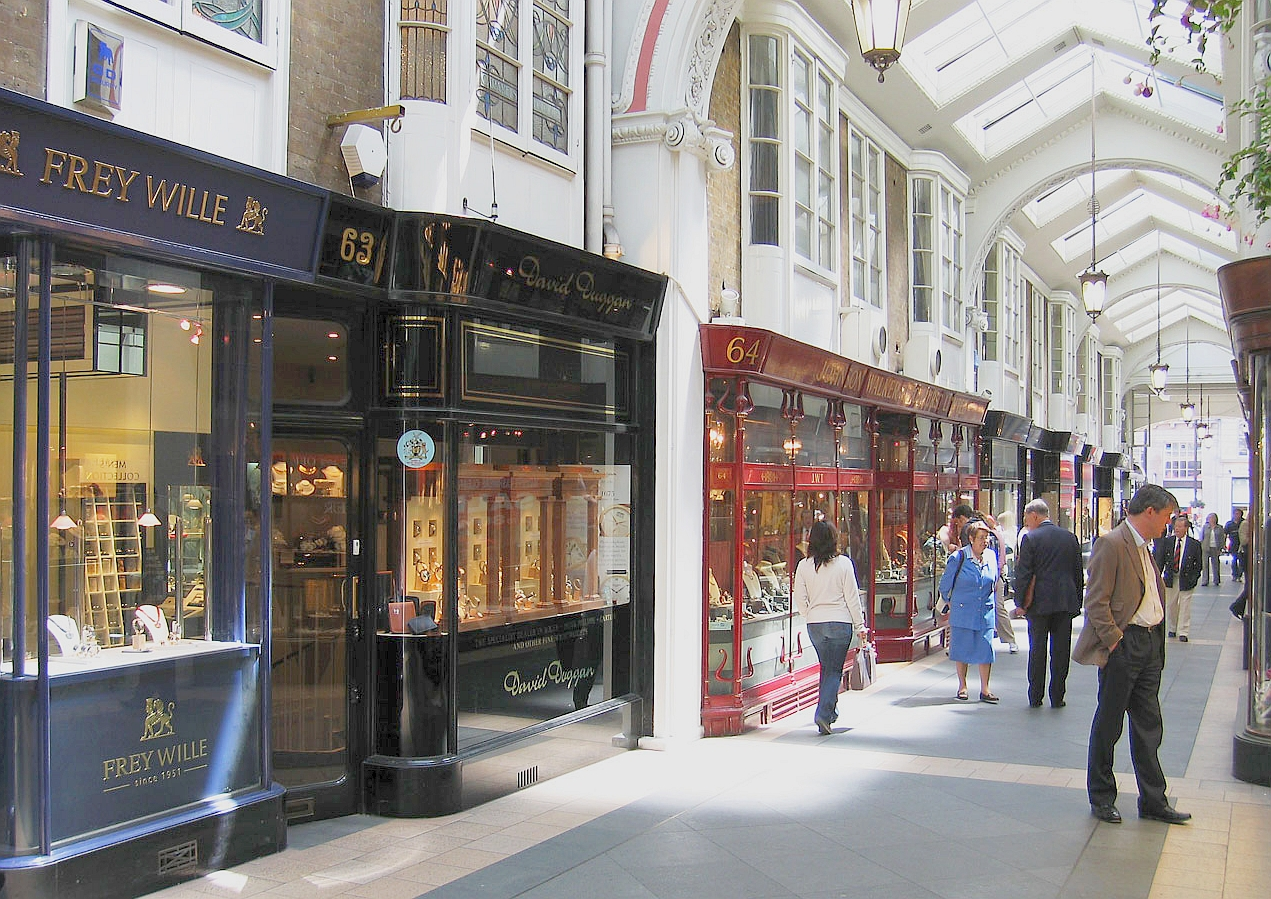
메이페어 동쪽 벌링턴 아케이드

메이페어(Mayfair)는 시티오브웨스트민스터 하이드 파크의 동쪽에 위치한 웨스트런던 지역이다.